# 林建寿
林建寿（英語：Lim Kean Siew，1922年—2007年9月30日），祖籍福建省，是生于英属马来亚时期（现马来西亚）槟城州的马来西亚土生华人。他是马来西亚60年代至80年代的著名政治家。

## 经历

### 童年
林建寿出生于显赫的政治世家。他的父亲林清渊是位律师，曾任殖民地时代的槟州立法议员，以仗义执言著称。他的哥哥林建才也是一位律师，是马来亚民主同盟的创始成员，姐姐林碧颜也是律师，后来成为马来西亚第一位女大使。
林建寿年轻时曾负笈英国剑桥大学并考获法律与文学的双科荣誉学位。此后回国担任律师。

### 政治
1956年，林建寿加入马来亚劳工党，于翌年成为中委，而后出任财政。1957年劳工党与马来亚人民党合组成马来亚人民社会主义阵线，林建寿负责草拟社阵的政纲。1958年任社阵总秘书，并于同年当选乔治市议员。1959年及1964年连任柑仔园区国会议员。林建寿曾透露，首相东姑阿都拉曼和副首相敦拉萨有意邀他入阁当部长，但他因政见不同而谢绝了。
此后林建寿历任劳工党总秘书和主席。1964年，社阵因印马对抗的影响在大选中失利，林建寿和陈志勤成为社阵唯二的国会议员。1965年补选中赢得亚依淡州议席，重回槟州州议会。1965年受推荐为上诉庭法官，再此遭到婉拒。1966年，林建寿辞去劳工党主席一职，转任副主席，但在日益激进化的劳工党内被边缘化。
1967年，劳工党在槟州发动大罢市，抗议旧货币贬值15%，最后引发种族冲突。虽然政府最后宣布旧钞不再贬值，以息民愤，但在另一方面则对劳工党人展开大逮捕行动，包括林建寿也因此被拘留一个月。1969年，响应劳工党中央的号召，林建寿辞去议员职务，抵制大选。五一三事件后劳工党陷入瘫痪，林建寿受委为五人小组成员，负责整顿党务，但最终无力回天。1972年9月，该党被正式注销。
劳工党解散后，林建寿曾沉寂一时。1974年在马华党报撰文分析大选形势，为马华造势。翌年他就应李三春之邀加入马华公会，且同意他为了挽回面子，在党中央成立“工农局”，以林建寿为主任。此后出任马华槟州联委会主席、会长理事会成员及中委，成为马华公会最有权势的人之一。1978年林建寿在幕后主导“七人帮”，在槟州掀起针对民政党的政治风暴，但在大选中惨败告终。
1983年李三春突然辞职，林建寿选择支持梁维泮，而和陈群川派对着干。1985年陈群川派取得决定性胜利后，林建寿被排挤出马华领导层。此后林建寿淡出政坛。
2007年9月30日下午2时因心脏病离世，享年85岁。